# Henri de Cumberland et Strathearn
Henri, Duc de Cumberland et de Strathearn (Henri Frederick ; 7 novembre 1745 – 18 septembre 1790) est le sixième enfant et le quatrième fils de Frédéric de Galles et Augusta de Saxe-Gotha-Altenbourg, il est également le frère cadet de Georges III. En 1771, son mariage à une roturière, contre l'avis du roi, poussa à l'adoption de la loi sur les mariages royaux l'année suivante.

## Jeunesse

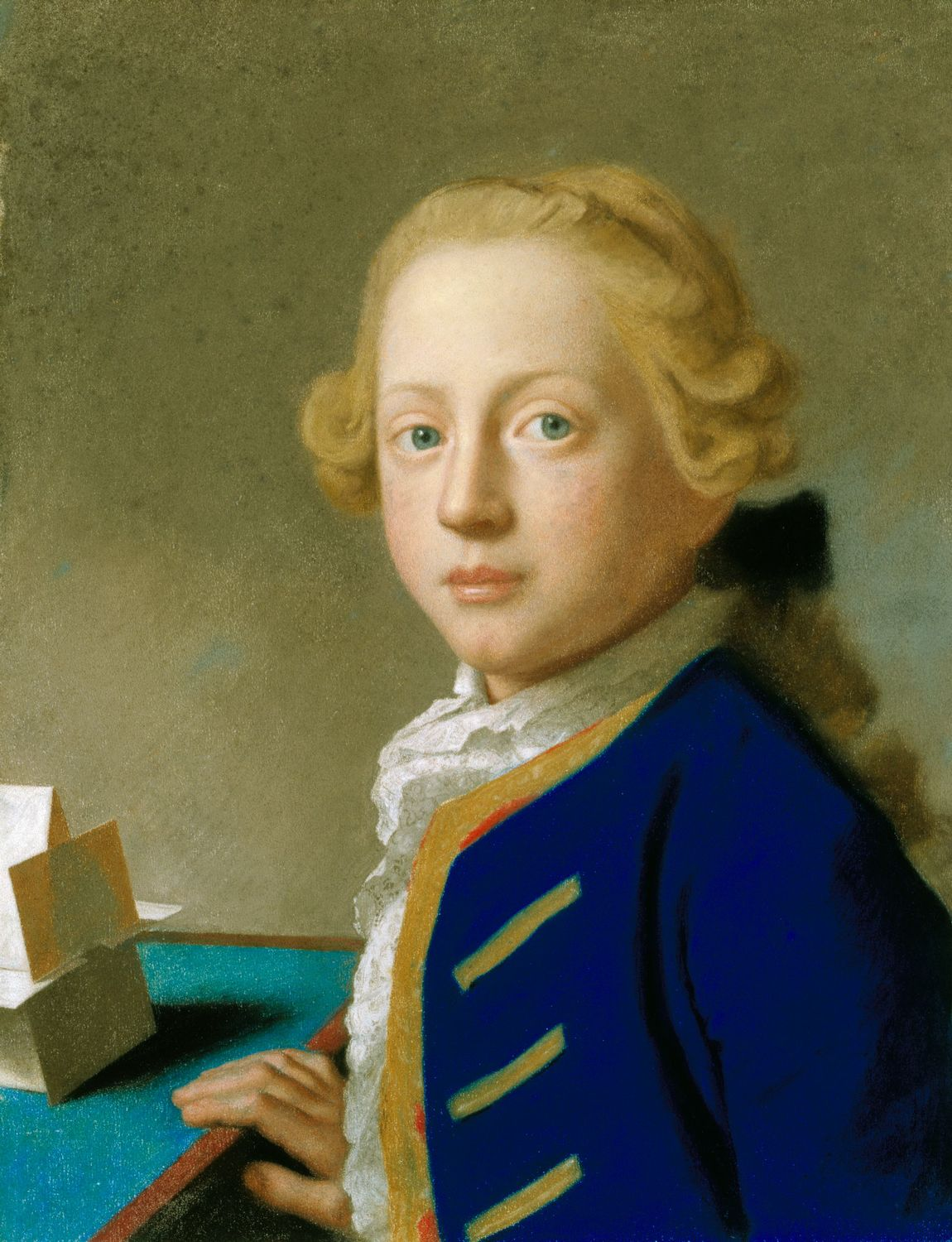
Le Prince Henri, à 9 ans, par Liotard

Le prince Henri de Galles est né le 7 novembre 1745 à Leicester House, ses parents sont Frédéric de Galles (fils de Georges II et de Caroline d'Ansbach) et Augusta de Saxe-Gotha-Altenbourg. Il a été baptisé à Leicester House vingt-trois jours plus tard.

## Le duché royal

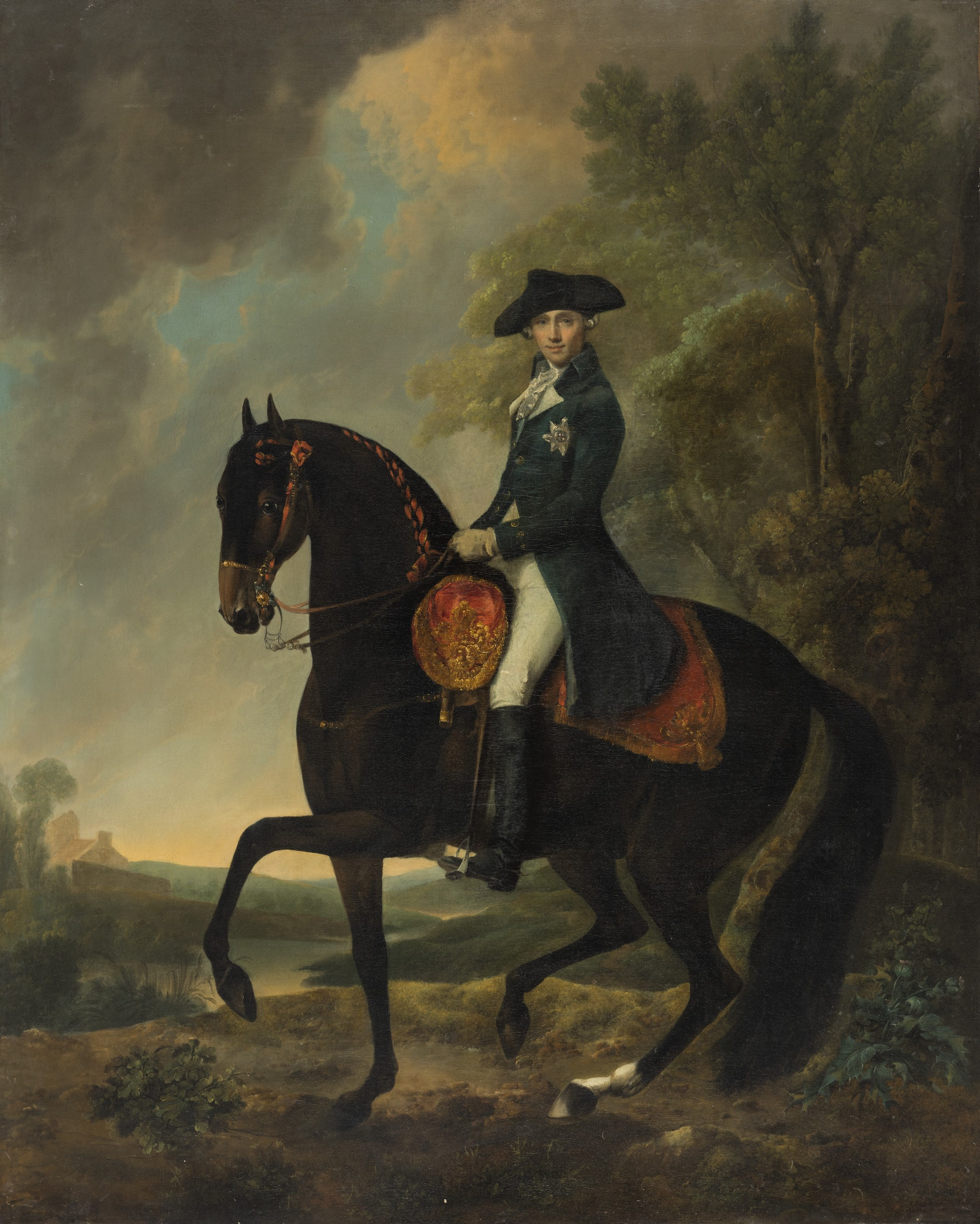
Portrait équestre par David Morier vers 1765

Le 22 octobre 1766, juste avant son vingt et unième anniversaire, le prince a été fait Duc de Cumberland

## Les allégations
Le 4 mars 1767, le duc de Cumberland aurait épousé Olive Wilmot (plus tard Mme Payne), une roturière, au cours d'une cérémonie secrète. Ils auraient eu un enfant, Olivia Wilmot (1772-1834), bien que la paternité du duc ne fût jamais prouvée et qu'Olivia Wilmot ait été accusée de falsification de preuves. John Thomas Serres (1759-1825), un peintre paysagiste et romancier, a épousé Olivia Wilmot ; plus tard, de façon controversée, elle prit le titre de Princesse Olivia de Cumberland.
En 1769, le Duc de Cumberland a été poursuivi par Richard Grosvenor pour « conversation criminelle » (c'est-à-dire d'adultère) après que le Duc et Lady Grosvenor aient été découverts en flagrant délit. Lord Grosvenor a obtenu des dommages-intérêts de 10 000 livres sterling, qui, additionnés aux frais, s'élèvent à un total de 13 000 livres (soit l'équivalent de 1,630,000 livres sterling en 2015).

## La Royal Navy
En 1768, à l'âge de 22 ans, le duc s'engagea dans la Marine royale comme aspirant de marine et fut envoyé en Corse à bord du HMS Venus. Il rembarqua en septembre, lorsque le navire fut rappelé à la suite de l'invasion française de la République corse. Il fut promu contre-Amiral, l'année suivante, et vice-amiral en 1770.

## Mariage

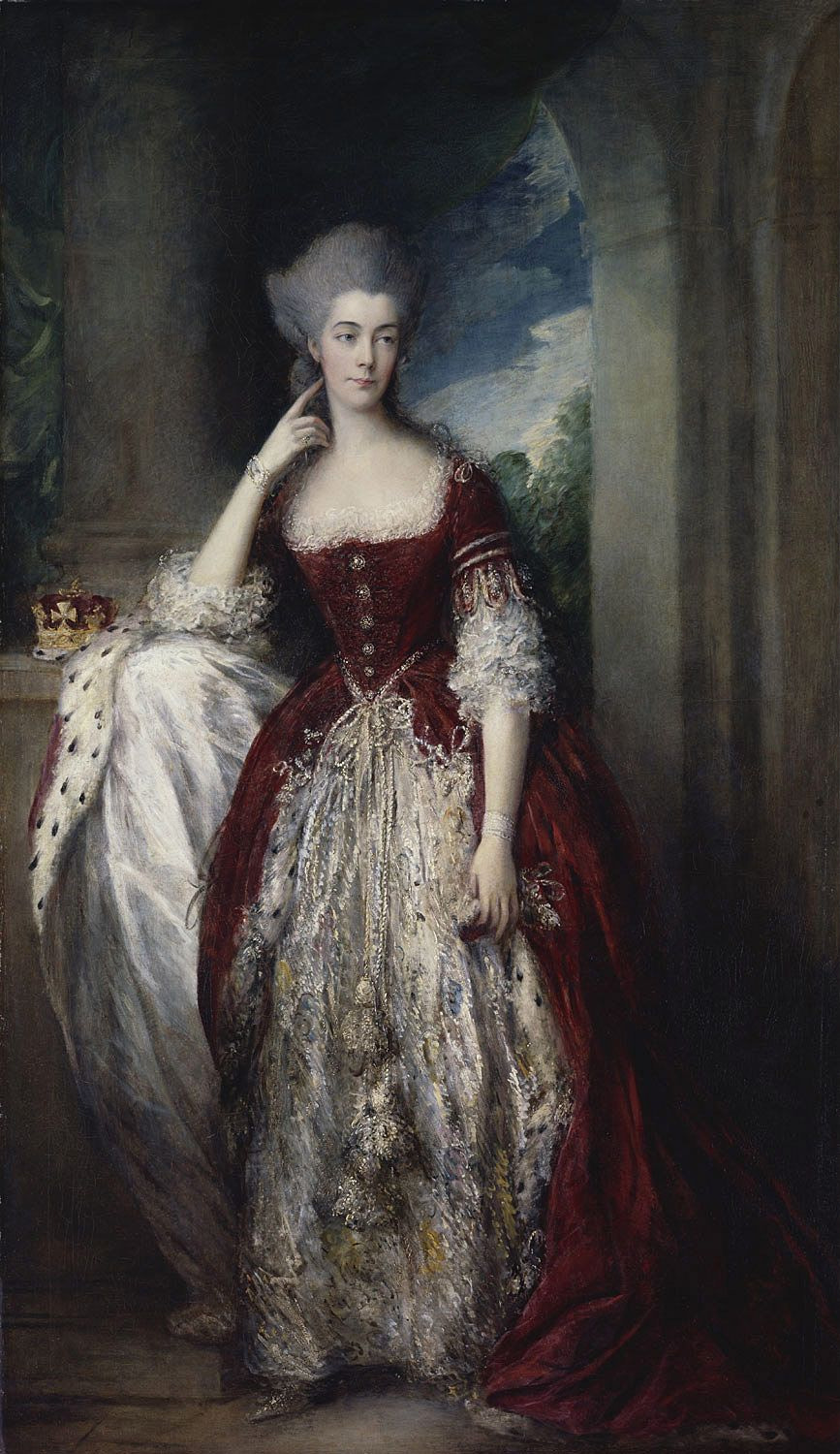
Anne
Duchesse de Cumberland
1773-1777
par Thomas Gainsborough
Royal Collection

Le mariage du duc avec une roturière, la veuve Anne de Horton (ou Houghton) (1743-1808), le 2 octobre 1771 a provoqué une querelle avec le roi, et a été le catalyseur du Royal Marriages Act l'année suivante qui interdit à tout descendant de Georges II de se marier sans l'autorisation du monarque. Aucun enfant ne naquit de cette union.
Le mariage entre Anne de Horton et le duc de Cumberland a été décrit comme une « conquête à Brighthelmstone » (Brighton) par Madame Horton, qui, selon Horace Walpole, « avait lanterné avec son amour durant plusieurs mois, jusqu'à ce qu'elle l'eut déterminé à des desseins plus sérieux qu'elle ne l'avait prévu. » Anne est généralement considérée comme l'une des plus belles femmes de son temps, Thomas Gainsborough la peignit à plusieurs reprises.

## Fin de vie
En 1775, le duc fonda le Cumberland Fleet, qui deviendra plus tard le Royal Thames Yacht Club. Il a été promu amiral en 1778, bien qu'il lui était interdit d'assumer un commandement. Le duc a également joué un rôle dans le développement de Brighton, une station balnéaire populaire. Il l'a visitée pour la première fois en 1771, et en 1783 il y rendit visite à son neveu, le prince de Galles.
Le duc de Cumberland est mort à Londres le 18 septembre 1790. Sa veuve mourut en 1808.

## Titres, honneurs et armoiries

### Titres
- 7 novembre 1745 – 22 octobre 1766: Son Altesse Royale Le Prince Henri
- 22 octobre 1766 – 18 septembre 1790: Son Altesse Royale Le Duc de Cumberland et de Strathearn

Le titre complet du prince, fut ainsi énoncé par le roi d'armes principal de la Jarretière lors de ses funérailles : « Le très grand, le très puissant et le très illustre Prince Henri Frederick, Duc de Cumberland et de Strathearn, Comte de Dublin, Chevalier du très noble Ordre de la Jarretière. »

### Armoiries
On accorda à Henri le droit d'utiliser les armoiries du royaume, distinguées par un lambel d'argent de cinq pendants, le centre portant une croix de gueules, les autres extrémités portant chacune une fleur de lys d'azur.